# Consdorf (kommun)
Kommunen Consdorf (franska: Commune de Consdorf, luxemburgiska: Gemeng Konsdref, tyska: Gemeinde Consdorf) är en kommun i kantonen Echternach i östra Luxemburg. Kommunen har 2 116 invånare (2022), på en yta av 25,72 km². Den utgörs av huvudorten Consdorf samt orten Scheidgen.